# Léopold Anoul
Léopold Anoul (Saint-Nicolas, 19 d'agost de 1922 - Lieja, 11 de febrer de 1990) fou un futbolista belga de la dècada de 1950.
Fou 48 cops internacional amb la selecció belga de futbol, amb la qual disputà la Copa del Món de Futbol de 1954. Pel que fa a clubs, defensà els colors del Royal FC Liegeois (1942-1957) i Standard Liège (1957-1960).